# The Illustrated London News

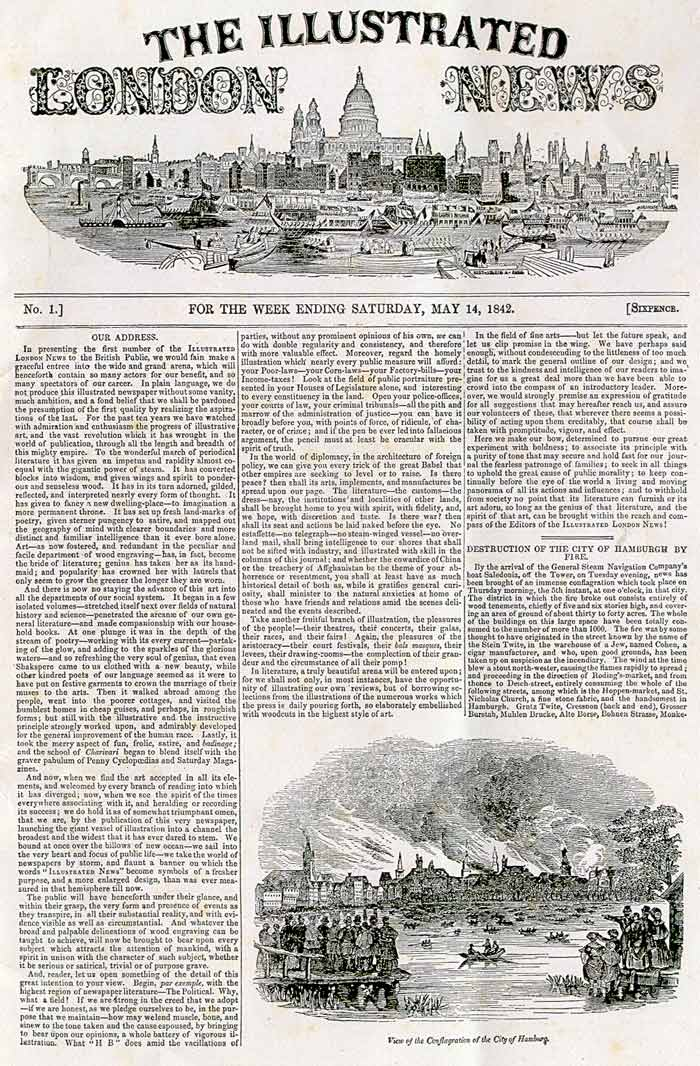
La prima pagina della prima edizione

The Illustrated London News era una rivista fondata da Herbert Ingram e suo figlio Mark Lemon, l'editore del Punch. La prima edizione della rivista apparve il 14 maggio 1842, con Lemon come consulente capo. Al prezzo di sixpence, la rivista aveva sedici pagine e trentadue illustrazioni realizzate con tecniche xilografiche (wood engraving). Il primo numero includeva immagini della guerra anglo-afgana, di un incidente ferroviario in Francia, dell'esplosione di uno battello a vapore in Canada e di un ballo in maschera a Buckingham Palace.

## Storia
Nonostante le 26 000 copie distribuite, vi fu un netto calo nel secondo numero e nelle uscite successive. Herbert Ingram era tuttavia determinato a fare della sua creatura un successo. Inviò a tutti i chierici della nazione una copia del numero contenente un servizio illustrato sull'insediamento dell'Arcivescovo di Canterbury, assicurandosi così molti nuovi abbonati.
La pubblicazione fu in seguito la fonte di una prima e informale formazione artistica per il post-impressionista Vincent van Gogh.
La rivista fu pubblicata fino al 1971, quando divenne un mensile. Dal 1989 è divenuta un bimestrale e, in seguito, quadrimestrale. Attualmente il magazine non è più pubblicato, ma il gruppo editoriale Illustrated London News Group esiste ancora e la sua attività consiste nella produzione di magazine aziendali, realizzazione di siti web e consulenze. Il gruppo gestisce inoltre l'archivio dell'Illustrated London News.

## Collaboratori
Tra gli scrittori e giornalisti vi furono Robert Louis Stevenson, Thomas Hardy, George Augustus Sala, J. M. Barrie, Wilkie Collins, Joseph Conrad, Arthur Conan Doyle, Rudyard Kipling, G. K. Chesterton e Agatha Christie. La rubrica di scacchi fu curata per molti anni da Howard Staunton.
Della prima generazione di incisori e disegnatori fecero parte tra i primi Sir John Gilbert, Myles Birkett Foster, George Housman Thomas e George Cruikshank; tra gli ultimi William James Linton, Ebenezer Landells e George Thomas. Tra i realizzatori dei testi vi erano Douglas William Jerrold, Richard Garnett e Shirley Brooks.
Tra gli illustratori e artisti vi furono Mabel Lucie Attwell, Ernest Howard Shepard, Kate Greenaway, William Heath Robinson e suo fratello Charles Robinson, George E. Studdy, David Wright, Melton Prior, Frederic Villiers, Edmund Blampied, Frank Reynolds, Lawson Wood, Henry Mayo Bateman, Bruce Bairnsfather, C. E. Turner, R. Caton Woodville, A. Forestier, Fortunino Matania, Edward Angelo Goodall e Louis Wain. Tra gli illustratori vi fu anche Constantin Guys (1802-1892), citato da Charles Baudelaire nel suo "Le Peintre de la vie moderne" ("Il pittore della vita moderna").